# Andreu Mercé i Varela
Andreu Mercé i Varela (Barcelona, 1918 - 31 de gener de 2011) va ser un escriptor i periodista català, centrat en la literatura esportiva.
Va treballar per diverses publicacions catalanes, com El Matí, La Vanguardia o Tele/eXpres. També fou corresponsal de les capçaleres L'Équipe, Tribunne de Lausanne, Sports Illustrated, Life, ABC i de l'agència United Press International.
Completa la seva obra una desena llarga de llibres, altament especialitzats i d'un gran nivell tècnic, sobre l'olimpisme i l'esport en general.